# Cahaignes
Pour les articles homonymes, voir Jacques de Cahaignes.
Cahaignes est une ancienne commune française, située dans le département de l'Eure en région Normandie, devenue le 1er janvier 2016 une commune déléguée au sein de la commune nouvelle de Vexin-sur-Epte.

## Toponymie
Le nom de la localité est attesté sous les formes Cahagnes en 1141; Cahonnie au XIIe siècle (cartulaire de Mortemer); Chaagnes en 1181; Kahagnes en 1189; Cahaniæ en 1199 (bulle d’Innocent III), Chaengnes, Kaheignes et Cahengnes en 1239; Cahennes et Kahennais en 1251; Kahaignes en 1253 (charte de Bourgout); Cahengnæ en 1272 (Saint-Allais, Monstre); Quahannes et Koannes en 1293 (L. P.); Quehaingnes, Quahaingues, Quehaignes en 1354 (aveux, archives nationales); Quehagnes au XIVe siècle (généalogie de la maison de Bethencourt); Saint Julien de Chehaignes en 1411 (aveu de l’abbé de la Croix-Saint-Leufroi); Quehengnies en 1432 (Arch. cur. de l’hist. de France); Cheagne, Quehagne en 1638 (Vie de saint Adjutor).

## Histoire
Requiécourt est rattachée à Cahaignes en 1808.

## Politique et administration
| Période                                  | Période     | Identité                          | Étiquette           | Qualité                                                                       |
| ---------------------------------------- | ----------- | --------------------------------- | ------------------- | ----------------------------------------------------------------------------- |
| Les données manquantes sont à compléter. |             |                                   |                     |                                                                               |
|                                          |             |                                   |                     |                                                                               |
| c. 1842                                  | c. 1848     | Maximilien Daniel de Boisdenemetz |                     | Marquis, propriétaire (château de Cahaignes)                                  |
| c. 1864                                  | c. 1876     | Nicolas Ridel                     | Droite bonapartiste | Propriétaire-agriculteur                                                      |
| 11 août 1889                             | 1936 (†)    | Henri de Cornulier                |                     | Comte, propriétaire du château de Cahaignes, chevalier de la Légion d'honneur |
| ca 1955-1960                             |             | Pierre Luce                       |                     |                                                                               |
| ca 1987                                  | 02/1990 (†) | Étienne Bigot                     |                     |                                                                               |
| mars 2001                                | 2008        | Simone Lannoy                     |                     |                                                                               |
| mars 2008                                | 31/12/2015  | Chantale Le Gall                  | DVD                 | Conseillère départementale depuis 2015                                        |

Le nombre d'habitants, au dernier recensement, étant compris entre 100 et 499, le nombre de membres du conseil municipal est de 11.

## Démographie
L'évolution du nombre d'habitants est connue à travers les recensements de la population effectués dans la commune depuis 1793. À partir du 1er janvier 2009, les populations légales des communes sont publiées annuellement dans le cadre d'un recensement qui repose désormais sur une collecte d'information annuelle, concernant successivement tous les territoires communaux au cours d'une période de cinq ans. 
Pour les communes de moins de 10 000 habitants, une enquête de recensement portant sur toute la population est réalisée tous les cinq ans, les populations légales des années intermédiaires étant quant à elles estimées par interpolation ou extrapolation. Pour la commune, le premier recensement exhaustif entrant dans le cadre du nouveau dispositif a été réalisé en 2004,.
En 2013, la commune comptait 362 habitants, en évolution de +3,43 % par rapport à 2008 (Eure : +2,66 %, France hors Mayotte : +2,49 %).
| 1793 | 1800 | 1806 | 1821 | 1831 | 1836 | 1841 | 1846 | 1851 |
| ---- | ---- | ---- | ---- | ---- | ---- | ---- | ---- | ---- |
| 268  | 245  | 269  | 335  | 355  | 370  | 338  | 381  | 354  |

| 1856 | 1861 | 1866 | 1872 | 1876 | 1881 | 1886 | 1891 | 1896 |
| ---- | ---- | ---- | ---- | ---- | ---- | ---- | ---- | ---- |
| 341  | 343  | 318  | 321  | 307  | 297  | 269  | 272  | 254  |

| 1901 | 1906 | 1911 | 1921 | 1926 | 1931 | 1936 | 1946 | 1954 |
| ---- | ---- | ---- | ---- | ---- | ---- | ---- | ---- | ---- |
| 211  | 231  | 228  | 183  | 240  | 192  | 211  | 218  | 191  |

| 1962 | 1968 | 1975 | 1982 | 1990 | 1999 | 2004 | 2009 | 2013 |
| ---- | ---- | ---- | ---- | ---- | ---- | ---- | ---- | ---- |
| 197  | 172  | 158  | 196  | 279  | 299  | 329  | 354  | 362  |

## Culture locale et patrimoine

### Lieux et monuments
- Église Saint-André, reconstruite en 1868-1869 [10].
- Église Notre-Dame, reconstruite en 1867 [11].
- Château de Cahaignes  (XVIIe siècle)  Site classé (1953) [12]. L'habitation est inscrite à l'inventaire général du patrimoine culturel en 1977[13]. Laissé à l'abandon dès le milieu du XXe siècle, le château est racheté en juin 2022 par Taïg Khris.

- Château de Requiécourt (XIXe siècle), transformé par le propriétaire en chambres d'hôtes. L'ensemble est inscrit à l'inventaire général du patrimoine culturel en 1987[14]
- Manoir de Senancourt[15]

### Personnalités liées à la commune
- Charlemagne Ischir Defontenay (1819-1856), écrivain et chirurgien.
- Guillemette de Beauvillé (1900-1989), écrivaine née à Cahaignes.

### Héraldique
|  | Les armes de la ville se blasonnent ainsi : écartelé au 1) d'or au rencontre de cerf de sable surmonté d'une moucheture d'hermine du même entre les bois, au 2) de gueules aux deux léopards d'or armés et lampassés d'azur passant l'un sur l'autre, au 3) de gueules au tilleul d'or, au 4) d'or au sautoir alésé d'azur. Les deux léopards d'or rappellent les armoiries de la Normandie. |